# Mohamed Abdellahi Ould Oudaa
Mohamed Abdellahi Ould Oudaa (Aleg, 27 de febrero de 1967) es un político e ingeniero mauritano, ministro de Minería e Industria.
Cursó los estudios de Ingeniero Electromecánico en la Escuela Nacional de la Industria Minera en Rabat, realizando los cursos de formación práctica en Italia. Ha desarrollado su labor profesional en la Sociedad Nacional Industrial y Minera donde ha sido gerente técnico y en la empresa privada mauritana, La Générale Des Eaux et de L'Energie, que dirigió desde 2002.
Desde el 31 de agosto de 2008 es ministro de Minería e Industria en el gobierno bajo control militar surgido tras el golpe de Estado de ese mismo año, con Mulay Uld Mohamed Laghdaf como primer ministro.